# Wonnerup
Wonnerup är en ort i Australien. Den ligger i kommunen Busselton och delstaten Western Australia, omkring 190 kilometer söder om delstatshuvudstaden Perth.
Närmaste större samhälle är Busselton, nära Wonnerup.
Trakten runt Wonnerup består till största delen av jordbruksmark. Runt Wonnerup är det glesbefolkat, med 13 invånare per kvadratkilometer. Genomsnittlig årsnederbörd är 1 201 millimeter. Den regnigaste månaden är maj, med i genomsnitt 210 mm nederbörd, och den torraste är januari, med 9 mm nederbörd.